# Mitopraktyka
Mitopraktyka – zachowanie społeczne polegające na włączaniu do codziennego języka oraz zachowania pojęć kulturowych i całych schematów zachowań zaczerpniętych z mitów.

## Użycie
Pojęciem mitopraktyki posługiwał się Marshall D. Sahlins (Islands of History 1985, How "Natives" Think: About Captain Cook, for Example 1995) w dyskusji z Gananathem Obeyesekerem (The Apotheosis of Captain Cook 1992) nad wyższością interpretacji świata poprzez zachodnioeuropejskie mity. Jako przykłady mitopraktyki podał śmierć Jamesa Cooka i brytyjsko-maoryski konflikt o ziemię w latach 40. XIX w.
M. Sahlins interpretuje zachowania Hawajczyków związane z zamordowaniem Jamesa Cooka na Wyspach Hawajskich (wybrzeże Kealakekua) podczas trzeciej wyprawy Cooka dookoła świata. Według Sahlinsa podczas pierwszej wizyty na Hawajach Cook objawił się Hawajczykom jako bóg Lono (bóg dobrobytu). Był wtedy chroniony rytuałem bóstwa i nie został zamordowany. Gdy pojawił się na wyspach po raz drugi, okazało się, że nie spełnia oczekiwań mieszkańców. Zniknęła aura bóstwa i Cook został zamordowany.
Układ brytyjsko-maoryski dotyczący przejmowania ziemi przez kolonizatorów wywołał bunty miejscowych. Brytyjczycy w celu zaznaczenia swojej obecności i własności postawili maszt z flagą narodową. Stał się on celem agresji jednego z rebeliantów, który próbował go powalić. Sahlins interpretował to zachowanie poprzez jeden z mitów maoryskich o początku świata – po rozdzieleniu nieba i ziemi pal podtrzymuje niebo i tym samym przedłuża istnienie świata. Sahlins uważa, że rebeliant atakował maszt, a nie flagę.